# Torsten Nilsson (tonsättare)
Torsten Nilsson, född 21 januari 1920 i Höör, död 24 september 1999 i Stockholm, var en svensk tonsättare och organist. Han var son till kantor Torsten Nilsson och Gurli Nilsson, född Ljungdahl.
Nilsson studerade vid Stockholms Musikkonservatorium 1938–1943. Han var organist i Köpings kyrka 1943–1953, i Mariakyrkan i Helsingborg 1953–1962, studerade för Anton Heiller i Wien 1961 och 1963, var kantor och körledare i Oscarskyrkan 1962–1977, organist där 1977–82 samt chef för musikverksamheten vid Statens historiska museum 1983–84 Han var lärare i liturgisk sång vid Uppsala universitet 1965–1970, vid Stockholms teologiska institut 1965–1970 och i musikteori vid Stockholms kommunala musikinstitut 1967–77.

## Priser och utmärkelser
- 1977 – Ledamot nr 814 av Kungliga Musikaliska Akademien
- 1986 – Atterbergpriset
- 1991 – Medaljen för tonkonstens främjande
- 1994 – Mindre Christ Johnson-priset för hans tonsättargärning[5][6]